# Clima polar

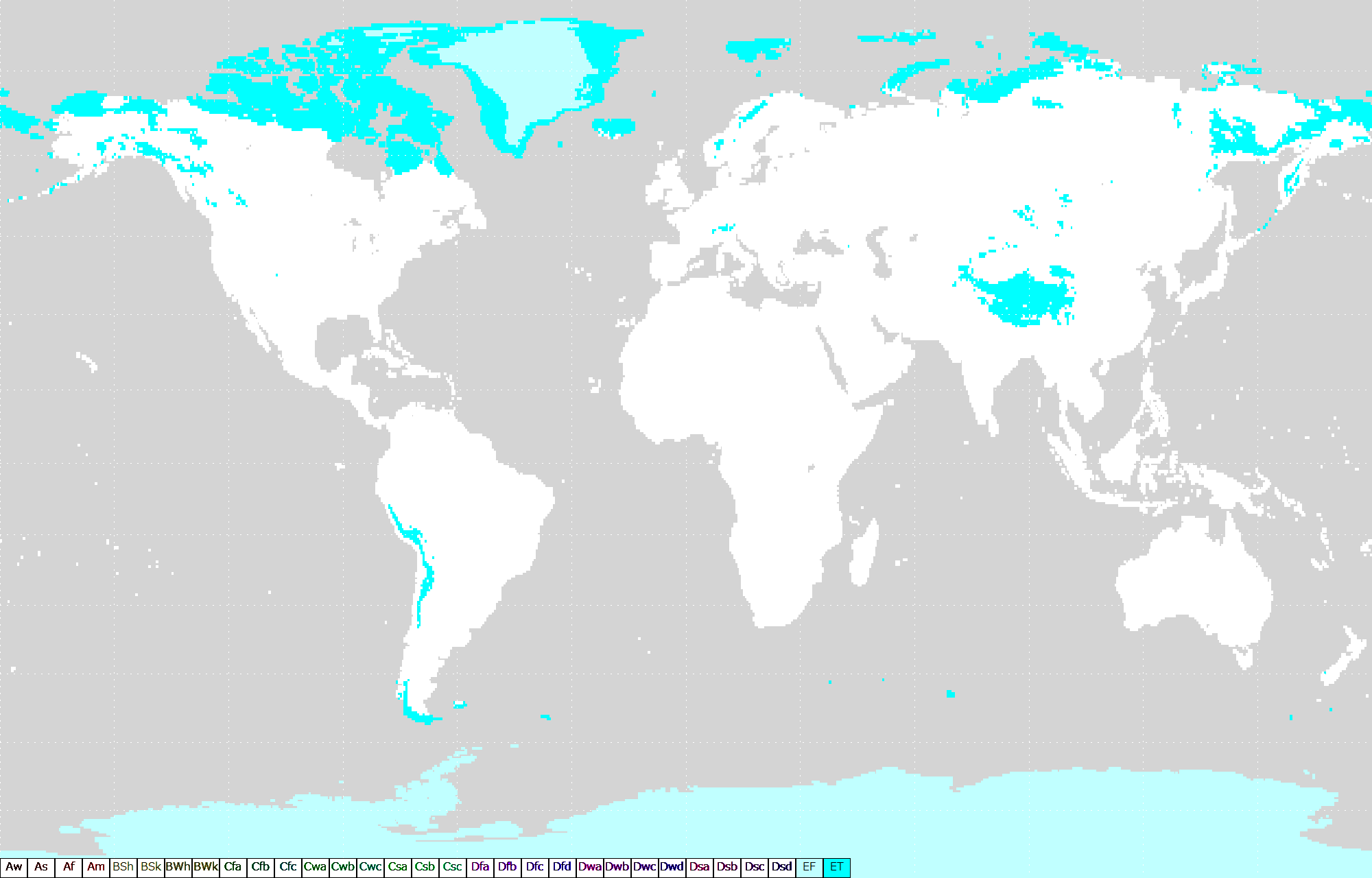
Àrees o regions de clima polar del món segons la classificació climàtica de Köppen. Clima de tundra (blau turquesa); clima de casquet polar (blau pàl·lid)

A les regions polars la radiació solar és menor.

El clima polar segons la classificació climàtica de Köppen es caracteritza pel fet que la temperatura mitjana mensual no arriba als 10 °C en cap dels mesos de l'any.

## Característiques
Les precipitacions acostumen a ser molt escasses en els casquets polars i en la majoria de la tundra, però en aquesta hi ha llocs molt plujosos com ocorre en la banda occidental de la tundra d'Islàndia. La humitat relativa de l'aire acostuma a ser molt baixa especialment en els casquets polars lloc on també hi pot haver forts vents de tipus catabàtic.
Als pols les temperatures són molt baixes entre altres factors perquè els raigs solars arriben molt inclinats respecte a la superfície terrestre, a més l'albedo de la neu i el gel és molt alt i gran part de l'energia solar incident és reflectida i no escalfa gaire la superfície.
S'assoleixen les condicions més severes als climes polars de l'Antàrtida i l'interior de Groenlàndia, ja que els seus casquets polars respectius tenen un gruix de dos a tres quilòmetres i la temperatura ambient descendeix amb l'altitud. A l'Antàrtida s'ha arribat a assolir els -70 °C i -80 °C, amb una dada mínima de -89,5 °C, la temperatura més baixa enregistrada a la superfície de la Terra.
El clima de les zones més altes de les principals serralades del planeta, per sobre del límit on poden créixer els arbres, també es consideren climes polars de muntanya en aquest cas els prats alpins s'assimilen als climes de tundra i a més altitud, en les zones de neu perpètua als dels casquets polars però sense arribar a les temperatures tan extremadament baixes dels climes de casquet polar. Les muntanyes i les terres altes, presenten o no climes polars segons l'altitud que presenten que resultarà més baixa a mesura que augmenta la latitud on es troben.

## Variants
Hi ha dos tipus de clima polar, Els dos tipus de clima polars es presenten als dos pols de la Terra, aproximadament per sobre dels cercles polars àrtic i antàrtic.
- ET (clima de tundra)
- EF (clima de casquet polar)

### Exemples de clima polar de tundra (ET)
En el clima polar de tundra el mes més càlid té una temperatura mitjana entre 0 i 10 °C
- Longyearbyen a les illes Svalbard, Noruega.
- Dickson (Sibèria occidental)

### Exemples de clima polar de casquet polar (EF)
En el clima polar de casquet polar tots els mesos de l'any tenen temperatures mitjanes per sota dels 0 °C
- Mac Murdo a l'Antàrtida
- Interior de Groenlàndia